# Rue des Moulins (Toulouse)
Pour les articles homonymes, voir Rue des Moulins.
La rue des Moulins (en occitan : carrièra dels Molins de Comenge) est une voie de Toulouse, chef-lieu de la région Occitanie, dans le Midi de la France.
Cette voie, étroite, est une des plus anciennes de la ville. Elle rejoignait autrefois le quartier sud de la ville, autour de la Porte narbonnaise et de l'actuelle place du Parlement, aux ports et aux moulins de la Garonnette. Quoiqu'elle n'abrite pas de monument particulièrement important, elle conserve une certaine unité architecturale, car la plupart des façades datent du XVIIIe siècle.

## Situation et accès

### Description
La rue des Moulins est une voie publique. Elle se situe au sud du quartier des Carmes.
Elle naît de la rue du Moulin-du-Château, qu'elle prolonge, au croisement du passage de Comminges qui longe la cité du Port-Garaud. La rue épouse la pente et croise l'origine des rues de l'Homme-Armé et de la Hache, avant d'en croiser la fin. La rue se termine quelques mètres plus loin au croisement de la rue de la Fonderie.
La chaussée ne compte qu'une seule voie de circulation automobile en sens unique. Elle appartient à une zone de rencontre et la vitesse y est limitée à 20 km/h. Il n'existe pas de bande, ni de piste cyclable, quoiqu'elle soit à double-sens cyclable.

### Voies rencontrées
La rue des Moulins rencontre les voies suivantes, dans l'ordre des numéros croissants (« g » indique que la rue se situe à gauche, « d » à droite) :
1. Rue du Moulin-du-Château
2. Passage de Comminges (g)
3. Rue de l'Homme-armé (g)
4. Rue de la Hache (d)
5. Rue de la Hache (d)
6. Rue de l'Homme-armé (g)
7. Rue de la Fonderie

### Transports
La rue de la Hache n'est pas directement desservie par les transports en commun du réseau Tisséo. Elle se trouve cependant à proximité de la rue de la Fonderie, parcourue par la navette Ville. Au sud, sur la place Auguste-Lafourcade se trouve la station Palais-de-Justice, sur la ligne de métro  et les arrêts de la ligne de Linéo L4. Le long des allées Paul-Feuga se trouve le terminus de la ligne de tramway , ainsi que les arrêts de la ligne de bus 66. Enfin, à l'ouest, l'avenue Maurice-Hauriou est parcourue et desservie par la ligne de bus 44.
Les stations de vélos en libre-service VélôToulouse les plus proches sont la station no 48 (18 place du Salin) et la station no 50 (1 avenue Maurice-Hauriou).

## Odonymie
La rue, comme l'actuelle rue du Moulin-du-Château qui la prolonge, prend son nom des moulins du Château narbonnais qui furent installés au XIIe siècle sur des nefs, le long de la Garonnette, avant d'être établis sur une chaussée construite au-dessus du fleuve, entre l'actuel poste de police municipale de Port-Garaud et la cité du même nom.
Au Moyen Âge et depuis la fin du XIIe siècle au moins, la rue portait le nom de rue de Comminges, à cause du château des comtes de Comminges qui se trouvait près de cette rue, dans un lieu mal déterminé. La vieille porte de l'enceinte romaine qui enjambait la rue (emplacement de l'actuel no 3) portait elle aussi le nom de Comminges, tandis que la carrefour de la rue avec les rues de la Hache et de l'Homme-armé était désigné au XVe siècle comme la place de Comminges. Pendant la Révolution française, en 1794, la rue fut renommée rue de l'Enthousiasme, mais cette nouvelle appellation ne subsista pas.
La traduction du nom de la rue en occitan (carrièra dels Molins de Comenge) combine les deux noms qu'a porté cette rue, quoiqu'il n'ait pas existé de moulins désignés comme les « moulins de Comminges ».

## Histoire

### Moyen Âge et période moderne
Au Moyen Âge, la rue des Moulins dépend du capitoulat de la Dalbade. Elle porte alors le nom de rue de Comminges, du nom d'un château des comtes de Comminges dont l'emplacement est aujourd'hui mal défini (peut-être au-dessus de la terrasse à l'arrière du no 4 rue de l'Homme-Armé). Au niveau de ce château, la rue de Comminges franchit la vieille enceinte de la Toulouse romaine, construite au Ier siècle, par la porte du même nom (emplacement de l'actuel no 3). Elle descend ensuite jusqu'aux rives de la Garonnette, où s'est établi un port très fréquenté, à l'abri derrière une nouvelle muraille, construite au XIIe siècle et au XIIIe siècle, derrière la rue Nègre (actuelle rue des Renforts), tandis que la porte de Comminges a été renforcée. Entre la rue de Comminges et la rue des Renforts, le long du port, se trouve la rue de la Roquette (actuelle cour du poste de police municipale de Port-Garaud) où s'installent à la fin du XIIe siècle les moulins du Château narbonnais. La rue de Comminges est donc un lieu de passage important entre les ports sur la Garonnette — port de la Roquette ou Saint-Antoine et port Garaud — et la ville.
Dans ce contexte, la rue de Comminges devient, à la fin du XIIe siècle, le refuge de la prostitution. Par la suite, le quartier profite de la proximité du Parlement, la population du quartier se diversifie, et des hommes de loi s'installent en grand nombre : procureurs, huissiers, greffiers, avocats, notaires. La rue de Comminges forme alors un quartier original avec les rues du Sauvage (actuelle rue de l'Homme-Armé) et de la Hache, qui s'organise autour de la petite place au carrefour de ces trois rues, désigné comme la place de Comminges, et, au moins au XVe siècle, la place des Tavernes. On y trouve effectivement des tavernes et des auberges à chacune des portes qui donnent sur cette place, comme l'hôtellerie du Sauvage (actuel no 18 rue de l'Homme-Armé). Le trafic de marchandises est encore considérable, en particulier avec le grain du moulin du Château narbonnais, et c'est au XVIe siècle que la rue commence à porter le nom de rue qui-va-aux-Moulins ou du Coin-des-Moulins.
Au XVIIIe siècle, la rue prend son visage actuel, avec la construction de nouveaux immeubles, à l'architecture classique très simple (actuels no 5 à 25 ; no 6 à 20).

### Époque contemporaine
Au cours du XIXe siècle, des travaux d'élargissement sont entrepris, afin de porter la largeur de la rue à 7 mètres, mais ils ne touchent que les immeubles à l'angle de la rue de la Fonderie.

## Patrimoine et lieux d'intérêt

### Immeubles
- no  10 : immeuble. 
L'immeuble, de style classique, est construit au XVIIIe siècle, entre la rue des Moulins et la rue de la Hache (actuel no 5), mais il a été réuni au siècle suivant avec les immeubles voisins (actuels no 12 et 14). Il s'élève sur deux étages et un niveau de comble, séparés par des cordons. Au rez-de-chaussée, l'ancienne porte a conservé une imposte en fer forgé[10].

- no  18 : immeuble. 
L'immeuble en corondage conserve les formes du XVIIe siècle. Le rez-de-chaussée est maçonné en pierre et en brique, tandis que les deux étages sont en pan de bois, à grille et à décharges[11].

- no  19 : immeuble. 
L'immeuble, de style classique, est construit au XVIIIe siècle entre la rue des Moulins et la rue de l'Homme-Armé (actuel no 12). Il s'élève sur deux étages, séparés par des cordons. Au rez-de-chaussée, la porte a conservé une imposte en fer forgé[12].

- no  20 : immeuble. 
L'immeuble est construit au XVIIIe siècle, face à la place de Comminges, au carrefour de la rue de l'Homme-Armé. Au rez-de-chaussée, la porte a conservé une imposte en fer forgé[13].

### Bâtiments disparus
- no  3 : emplacement de l'ancienne porte de Comminges. 
Cette porte de l'ancien rempart de la Toulouse romaine est construite au Ier siècle. Elle prend le nom du château des comtes de Comminges, certainement voisin. Devenue sans utilité à la fin du Moyen Âge, elle disparaît au XVIe siècle[3].

- parking entre les rues des Moulins, du Moulin-du-Château et de la Hache : emplacement de l'ancien grenier du moulin du Château.